# مومین گالا
مومین گالا (سومالیایی: Muumin Geele؛ زادهٔ ۶ سپتامبر ۱۹۸۶) دونده دو استقامت اهل جیبوتی است.
وی در مسابقات کشوری و بین‌المللی در مجموع برندهٔ ۱ مدال نقره شده‌است.